# Blacc Hollywood
Albums de Wiz Khalifa
Live in Concert
(2013) Khalifa
(2016)
Singles
1. We Dem Boyz
Sortie : 10 février 2014
2. KK
Sortie : 24 juin 2014
3. We Dem Boyz Remix
Sortie : 3 juillet 2014
4. You and Your Friends
Sortie : 22 juillet 2014
5. Stayin Out All Night
Sortie : 28 juillet 2014
6. Promises
Sortie : 5 août 2014
7. So High
Sortie : 12 août 2014

Blacc Hollywood est le cinquième album studio de Wiz Khalifa, sorti le 19 août 2014.
L'album s'est classé 1er au Billboard 200, au Top R&B/Hip-Hop Albums, au Top Rap Albums et au Top Digital Albums.

## Liste des titres
| No  | Titre                                                                                         | Auteur                                                                    | Contient un (des) sample(s) de               | Durée |
| --- | --------------------------------------------------------------------------------------------- | ------------------------------------------------------------------------- | -------------------------------------------- | ----- |
| 1.  | Hope (featuring Ty Dolla $ign – Produit par N. Cameron et I.D. Labs)                          | Cameron Thomaz, Ned Cameron, Tyrone Griffin, Jr., Eric Dan, J. Kulosek    |                                              | 5:24  |
| 2.  | We Dem Boyz (Produit par Detail)                                                              | Thomaz, Noel Fisher                                                       | Who U Wit? de Lil Jon and The East Side Boyz | 3:44  |
| 3.  | Promises (Produit par Jim Jonsin)                                                             | Thomaz, Issac de Boni, James Scheffer, Rico Love, M. Mule                 |                                              | 3:30  |
| 4.  | KK (featuring Project Pat et Juicy J – Produit par Jim Jonsin, Finatik N Zac et Micah J Foxx) | Thomaz, Jordan Houston, Patrick Houston, Scheffer, M. Mule, Niko Marzouca |                                              | 4:09  |
| 5.  | House in the Hills (featuring Curren$y – Produit par I.D. Labs et Sledgren)                   | Thomaz, Shante Franklin, Kevin Allen, Dan, Kulosek, Edward Murray         |                                              | 4:52  |
| 6.  | Ass Drop (Produit par Finatik N Zac)                                                          | Thomaz, Issac de Boni, M. Mule, Scheffer                                  |                                              | 2:46  |
| 7.  | Raw (Produit par Sledgren et RMB Justize)                                                     | Thomaz, Murray                                                            |                                              | 3:37  |
| 8.  | Stayin Out All Night (Produit par Dr. Luke)                                                   | Thomaz, Lukasz Gottwald, Nick Ruth, Henry Walter                          |                                              | 4:17  |
| 9.  | The Sleaze (Produit par Arthur McArthur et David Versis)                                      | Thomaz, Jeremy McArthur, David « Versis » DaRosa                          |                                              | 4:25  |
| 10. | So High (featuring Ghost Loft – Produit par StarGate et Ghost Loft)                           | Thomaz, Mikkel S. Eriksen, Tor Erik Hermansen, Danny Choi                 | So High de Ghost Loft                        | 4:09  |
| 11. | Still Down (featuring Chevy Woods et Ty Dolla $ign – Produit par I.D. Labs)                   | Thomaz, Griffin, Jr., Kevin Woods, Dan, Kulosek                           |                                              | 4:16  |
| 12. | No Gain (Produit par I.D. Labs)                                                               | Thomaz, Dan, Kulosek                                                      |                                              | 4:19  |
| 13. | True Colors (featuring Nicki Minaj – Produit par Kane Beatz, JMike, The Order et Polizzi)     | Thomaz, Onika Maraj, Rasool Diaz, Luca Polizzi, Brian « The Order » Soko  |                                              | 4:15  |

| 14. | We Dem Boyz (Remix) (featuring Rick Ross, Schoolboy Q et Nas – Produit par RMB Justize, Sledgren et Ricky P) | Thomaz, Fisher                                                           |                | 5:19 |
| 15. | You and Your Friends (featuring Snoop Dogg et Ty Dolla $ign – Produit par DJ Mustard)                        | Thomaz, Griffin, Jr., Robin Weisse, Dijon McFarlane, Calvin Broadus, Jr. | I'm Good de YG | 3:08 |

| 16. | On Me (featuring Jeezy – Produit par The Beat Bully)                                  | Thomaz, Jay Jenkins, Anthony Tucker            | 4:03 |
| 17. | Word On the Town (featuring Juicy J et Pimp C – Produit par Sonny Digital et Juicy J) | Thomaz, Houston, Sonny Uwaekzuoke, Chad Butler | 4:09 |
| 18. | Incense (Produit par Purps et J Gramm)                                                | Thomaz, Nathaniel Caserta, Julian Gramma       | 3:11 |